# 原克玄
原 克玄（はら かつのり、1981年8月23日 - ）は、日本の漫画家。男性。山梨県出身。代表作は『るみちゃんの事象』。青年漫画誌を中心に、シュール系ギャグ作品を発表している。

## 作品リスト

### 連載作品
- メダルのサイズは丁度いい（『パチスロ7Jr』2007年連載、辰巳出版、未単行本化）
- みんな生きてる（『ビッグコミックスピリッツ』2008年13号 - 2010年35号、小学館、全4巻）
- かばやし（『月刊!スピリッツ』2009年11月号[3] - 2014年7月号[4]、小学館、全3巻）
- るみちゃんの事象（『ビッグコミックスピリッツ』2011年14号[5] - 2015年、小学館、全7巻） - 2015年、森繁拓真の作品と2本立ての『となりの関くんとるみちゃんの事象』としてテレビドラマ化[6]
- ブラザー（『ヤングキング』2012年12号[7] - 、少年画報社、全1巻）
- 恋のはじまりはレモン色（『ミラクルジャンプ』2015年3月号[8] - 2017年、集英社、全2巻）
- るみちゃんの恋鰹（『ビッグコミックスピリッツ』2015年20号[9] - 2016年47号[10]、全3巻） - 『るみちゃんの事象』の新編[2]
- ハテナテナ（『BABY!』→『ベビモフ』[11]2017年 - 2018年、講談社、全1巻）
- プレイボーイ侍（『日刊月チャン』2017年10月6日[12] - 2018年、秋田書店、全2巻）
- 私立ワンパク高校（『月刊少年チャンピオン』2018年2月号[13] - 2019年10月号[14]、秋田書店、全3巻）
- ハラストレーション（『ビッグコミックスペリオール』2018年15号[15] - 2022年8号[16]、小学館、全3巻）
- フォビア（作画：ゴトウユキコ、『ビッグコミックスペリオール』2021年2号[17] - 2024年11号[18]、小学館、全3巻） - 原作担当[17]
- はかばなし（『週刊ヤングマガジン』2024年19号[19] - 2024年44号[20]→『ヤンマガweb』2024年10月26日[20] - 2025年4月5日、講談社、全3巻）

### 読切作品
- はらっぱ（『ビッグコミックスピリッツ増刊Casual』2008年、小学館）
- 飯屋ドラゴン（『月刊コミック@バンチ』2011年10月号[21]、新潮社）
- さっちゃん（『ビッグコミックオリジナル』2014年1号[22]、小学館）
- モンタナの風（『月刊少年チャンピオン』2015年2月号[23]、秋田書店） - 「新春ギャグフェスタ2015」参加作品[23]
- 昼下がりのいちぢく（『ビッグコミックオリジナル弘兼憲史増刊』2015年[24]、小学館）
- 初めてのかつあげ（『月刊少年チャンピオン』2015年9月号[25]、秋田書店） - 「夏のヤンキーギャグ祭り!!」参加作品[25]
- 不良！諸星の葛藤！（『月刊少年チャンピオン』2016年2月号[26]、秋田書店） - 「初笑いだよ!!2016 新春ギャグフェスタ」参加作品[26]
- すし少年（『ビッグコミックオリジナルすし増刊』2016年[27]、小学館）
- おじいちゃんと夏休み（『月刊少年チャンピオン』2016年9月号[28]、秋田書店） - 「夏のギャグ祭り2016」参加作品[28]
- プロヤンキーみのる!!（『月刊少年チャンピオン』2017年2月号[29]、秋田書店） - 「新春ギャグフェスタ2017」参加作品[29]
- 夜患い（『ビッグコミック』2021年17号[30]、小学館）
- 俺達の甲子園（『ビッグコミック』2021年18号[31]、小学館）
- 魔法処女マホの魔法（『ビッグコミック』2022年1号[32]、小学館）
- ドッペルチンガー（『ビッグコミックスペリオール』2022年21号[33]、小学館）
- プロポーズ（『ビッグコミックスペリオール』2023年13号[34]、小学館）
- 今村精子店（『ビッグコミックスペリオール』2023年22号[35]、小学館）
- メドゥーサとクドゥーサ（『ビッグコミックスペリオール』2024年13号[36]、小学館）

### その他
- 『じみへん』最終回感謝企画「じみへん時代」（『ビッグコミックスピリッツ』2015年37・38合併号[37]） - 同作ファンの漫画家としてイラストとコメント寄稿[37]
- るみちゃん★○トミタ栞（ルミチャンスターリングトミタシオリ）「17歳の歌」（2015年9月2日） - 作詞[38]

## メディア出演

### テレビ
- 漫道コバヤシ #109「編集部訪問SP ヤングマガジン2024」（2024年10月28日、フジテレビONE） - 武田スーパーと共に出演[39]